# The Loneliness of the Long Distance Runner
The Loneliness of the Long Distance Runner, é um filme de britânico de 1962 baseado no livro homônimo de Alan Sillitoe e dirigido por Tony Richardson.
O filme faz parte da lista dos 1000 melhores filmes de todos os tempos do The New York Times.